# Estación de ferrocarril de Kaliningrado
La Estación de ferrocarril de Kaliningrado o bien Kaliningrado-Passazhirsky (en ruso: Калининград-Пассажирский) es la estación de tren más grande en la ciudad de Kaliningrado al oeste de Rusia. Se encuentra en el punto más occidental del país en el óblast del mismo nombre.
La plataforma 6 de la estación poseía un tamaño estándar, con trenes a Polonia, Alemania y otros países de Europa. 
A finales del siglo XIX Königsberg se convirtió en un importante centro de la red ferroviaria . El ferrocarril pasó en Königsberg en diferentes direcciones - al centro de Alemania , Polonia, Imperio ruso, los países bálticos. La idea de la construcción de una estación central apareció en 1896, pero el plan específico fue preparado solo en 1914. Sin embargo, la construcción no comenzó, a causa de la Primera Guerra Mundial siendo iniciada solo en 1920, y con su gran inauguración el 19 de septiembre de 1929.
La estación continuó trabajando normalmente hasta el 21 de enero de 1945. Durante la batalla por la ciudad la estación se ve afectada de manera significativa , por lo que después de la guerra , la estación no funcionó. La reapertura de la estación tuvo lugar solo en 1949 con la presencia del Consejo de Ministros soviético.